# Громадянська війна в Мозамбіку
Громадя́нська війна́ в Мозамбі́ку (порт. Guerra Civil Moçambicana) — громадянська війна у Мозамбіку в 1977—1992 роках. Складова Холодної війни. Розпочалася невдовзі після проголошення незалежності Мозамбіку від Португалії (1975). Велася між урядовим Фронтом за визволення Мозамбіку (ФРЕЛІМО) і повстанцями Національного спротиву Мозамбіку (РЕНАМО). Фронт прагнув встановлення в країні однопартійної соціалістичної системи, спирався на підтримку СРСР. Повстанці вимагали встановлення багатопартійної системи, мали допомогу від Родезії та Південної Африки. Конфлікт зупинився після розпаду СРСР. За умовами миру повстанці отримали доступ до влади (офіційно визнані опозицією), а їхні загони інтегровані до урядових збройних сил. У війні загинуло близько 1 мільйона мозамбікців, переважно від голоду; кількість переміщених осіб становила 5 мільйонів. Війна вщент зруйнувала господарство та інфраструктуру країни створені португальцями в колоніальний період. На війні активно використовувалися діти-солдати; значна територія країни була замінована. Для повоєнної відбудови була створена мирна місія ООН.

## Передумови
Після Другої світової війни почався незворотний крах європейських колоніальних імперій. Однак португальські колонії, зокрема Мозамбік, Португалія розглядала як інтегральну частину держави, і прагнула будь-що утримати їх. У 1964 році в країні почалася збройна боротьба проти португальських колонізаторів. Заснована за кордоном національно-визвольна партія ФРЕЛІМО вела партизанську війну і до моменту здобуття країною незалежності контролювала значну частину території країни.

## Незалежність і громадянська війна
25 квітня 1974 року диктаторський режим у Португалії був повалений. «Ліві», що прийшли до влади в Португалії надали колоніям незалежність, однак процес політичного оформлення цього рішення був відзначений великими недоліками, результатом чого стало оселення у всіх трьох африканських колоніях однопартійних політичних систем. У Мозамбіку керівною партією стала ФРЕЛІМО, яка проголосила курс на будівництво соціалізму і співробітництво з СРСР. Однак у неї було чимало противників, найбільшим центром тяжіння якого став Мозамбіцький національний опір (МНС, відоме більш за своїм португаломовним акронімом РЕНАМО), яке вело партизанську боротьбу проти уряду в північних і центральних провінціях країни і користувалося підтримкою спершу Родезії, а потім ПАР.
Стратегія МНС зводилася переважно до диверсій із тенденцією до максимізації економічного збитку. До 1980 року опорні пункти МНС розташовувалися і в Південній Родезії (нинішньої Зімбабве), на певних етапах використовувалася також територія Малаві. Після проштовхування у Зімбабве влади корінного населення президент цієї країни Роберт Мугабе підтримав боротьбу мозамбіцького уряду проти МНС, яку відтоді опікувала зовнішня розвідка ПАР. Військову допомогу ФРЕЛІМО надавали армійські контингенти Танзанії, Зімбабве, і, в кінці 1980-х, також Малаві. У більшості операцій другої половини 1980-х років зімбабвійська армія грала головну роль. У 1984 році ПАР формально відмовилася від підтримки РЕНАМО в обмін на виведення з Мозамбіку баз Африканського національного конгресу і торгові преференції («угода Нкоматі»), але негласно продовжувала її. 19 жовтня 1986 року в авіакатастрофі загинув президент Мозамбіку Самора Машел, літак якого, можливо, був направлений на помилковий радіомаяк, встановлений спецслужбами цієї країни.
Після смерті Машела країною керував Жоакім Чіссано, який почав лібералізацію суспільного життя і переговори з опозицією. В умовах зміни політичної картини регіону та відмови нової влади ПАР від підтримки РЕНАМО, у 1992 році укладено підсумкову мирну угоду.